# Salig Mathias Pascal (film)
Salig Mathias Pascal (franska: 'Feu Mathias Pascal') är en fransk dramafilm från 1926 i regi av Marcel L'Herbier. Den handlar om en man som startar ett nytt liv under nytt namn efter att ha vunnit en stor summa pengar och läst i tidningen att han befaras vara död. Förlaga är Luigi Pirandellos roman Salig Mattias Pascal från 1904. Filmen hade premiär 12 februari 1926.

## Rollista
- Ivan Mosjoukine som Mathias Pascal
- Marthe Belot som Maria Pascal, Mathias mor
- Pauline Carton som Scolastique Pascal, faster
- Michel Simon som Jerome Pomino
- Marcelle Pradot som Romilde Pescatore
- M. Barsac som hennes mor Mariana dondi
- Isaure Douvane som Batta Maldagna
- Georges Térof som han som satsar på 12
- Lois Moran som Adrienne Paleari
- Philippe Hériat som Anselmo Paleari, hennes far
- Irma Perrot som Saldia Caporale
- Jean Herve som Terence Papiano
- Pierre Batcheff som Scipion Papiano